# جمدة نصر
جمدة نصر هو تل أو موقع موجود في محافظة بابل في العراق، وكان الموقع مستوطنه بشرية في فترة (3100-2900 ق م) وبسبب اكتشاف هذا الموقع سمي فترة بثقافة جمدة نصر، هذا الموقع عثر عليه عالم الآثار البريطاني ستيفان لانغدون في عام 1926، وأخذ بعض من قطعها الفخارية إلى لندن من أجل دراستها، يبعد هذا الموقع 26 كلم شمال مدينة كيش السومرية.